# Remire-Montjoly
Rémire-Montjoly è un comune francese situato nella Guyana francese. Il comune fu creato nel 1969 attraverso la fusione dei comuni di Rémire e di Montjoly. Attualmente costituisce una banlieue residenziale di Caienna; sul suo territorio insiste il porto di Dégrad des Cannes, principale porto marittimo e base navale della Guyana francese.